# 鮑曼半島
74°47′S 62°22′W / 74.783°S 62.367°W
鮑曼半島（英語：Bowman Peninsula）是南極洲的半島，位於帕爾默地，長40公里、寬24公里，由美國探險隊發現，以美國地理學家艾賽亞·鮑曼命名。